# Nikolas Antunes
Nikolas Lessa Antunes (Recife, 25 de julho de 1982) é um ator e ex-modelo brasileiro.

## Carreira
Em 1998, aos 15 anos, começou a trabalhar como modelo profissional. Dois anos depois, em 2000, foi convidado pela Ford Models para modelar na Itália, porém abdicou do convite para estudar teatro, seguindo como modelo apenas no Brasil. Em 2008 estreou na televisão em uma participação especial na telenovela Duas Caras, sendo que logo após deixou a carreira de modelo para focar na atuação.

## Filmografia

### Televisão
| Ano  | Título               | Personagem          | Nota                                  |
| ---- | -------------------- | ------------------- | ------------------------------------- |
| 2008 | Duas Caras           | Marcelo             | Episódio: "14 de fevereiro"           |
| 2008 | Faça Sua História    | Edson               | Episódio: "Caramuru"                  |
| 2008 | A Grande Família     | Rubens              | Episódio: "A Estrela da Hora"         |
| 2009 | Caras & Bocas        | Maicon              | Episódio: "18 de julho"               |
| 2011 | Aquele Beijo         | Kaike Santos        | Episódios: "19–21 de novembro"        |
| 2014 | O Rebu               | Firmino             |                                       |
| 2014 | Tapas & Beijos       | Amigo de Fátima     | Episódio: "Na Pindaíba"               |
| 2014 | Doce de Mãe          | Barman              | Episódio: "Tango da Mãe"              |
| 2015 | Babilônia            | Marceneiro          | Episódio: "16 de março"               |
| 2015 | Malhação Sonhos      | Dr. Germano         | Episódios: "16 de junho–10 de agosto" |
| 2016 | Ligações Perigosas   | Galã da festa       | Episódio: "15 de janeiro"             |
| 2016 | Liberdade, Liberdade | Simão Solnado       |                                       |
| 2017 | O Rico e Lázaro      | Abede-Nego          |                                       |
| 2018 | Desnude              | Homem da Festa      | Episódio: "Sobre Ontem à Noite"       |
| 2018 | Ilha de Ferro        | Artur               |                                       |
| 2018 | Espelho da Vida      | Marcelo Vendrini    |                                       |
| 2018 | Espelho da Vida      | Lucas               |                                       |
| 2020 | Desalma              | Roman Skavronski    |                                       |
| 2022 | Além da Ilusão       | Plínio Rivera       |                                       |
| 2022 | Travessia            | Marcelo Jordão      | Episódio: "22 de outubro"             |
| 2023 | Olhar Indiscreto     | Fernando Couto      |                                       |
| 2024 | Estranho Amor        | Rodrigo Carvalho    |                                       |
| 2025 | Paulo, o Apóstolo    | Natanael Bartolomeu |                                       |
| 2026 | Dona Beja            | Clariovaldo (Vado)  |                                       |

### Cinema
| Ano  | Título                              | Personagem                       | Notas          |
| ---- | ----------------------------------- | -------------------------------- | -------------- |
| 2013 | Odeio o Dia dos Namorados           | Diego                            |                |
| 2014 | Boa Sorte                           | Banda de Rock 1                  |                |
| 2016 | Minha Mãe é uma Peça 2              | Personal da academia de Hermínia |                |
| 2018 | Sigh                                | Jota                             | Curta-metragem |
| 2019 | A Vida Invisível de Eurídice Gusmão | Yorgus                           |                |
| 2021 | Loop                                | Jaoquim/ Daniel 2                |                |
| 2021 | Carnaval                            | Jorge                            |                |